# سباستین میکالوفسکی
سباستین میکالوفسکی (انگلیسی: Sébastien Michalowski؛ زادهٔ ۱۲ مارس ۱۹۷۸) بازیکن فوتبال اهل فرانسه است.
از باشگاه‌هایی که در آن بازی کرده‌است می‌توان به باشگاه فوتبال لیل، باشگاه فوتبال لو آور، و باشگاه ورزشی مون‌پلیه اشاره کرد.